# Ecología social

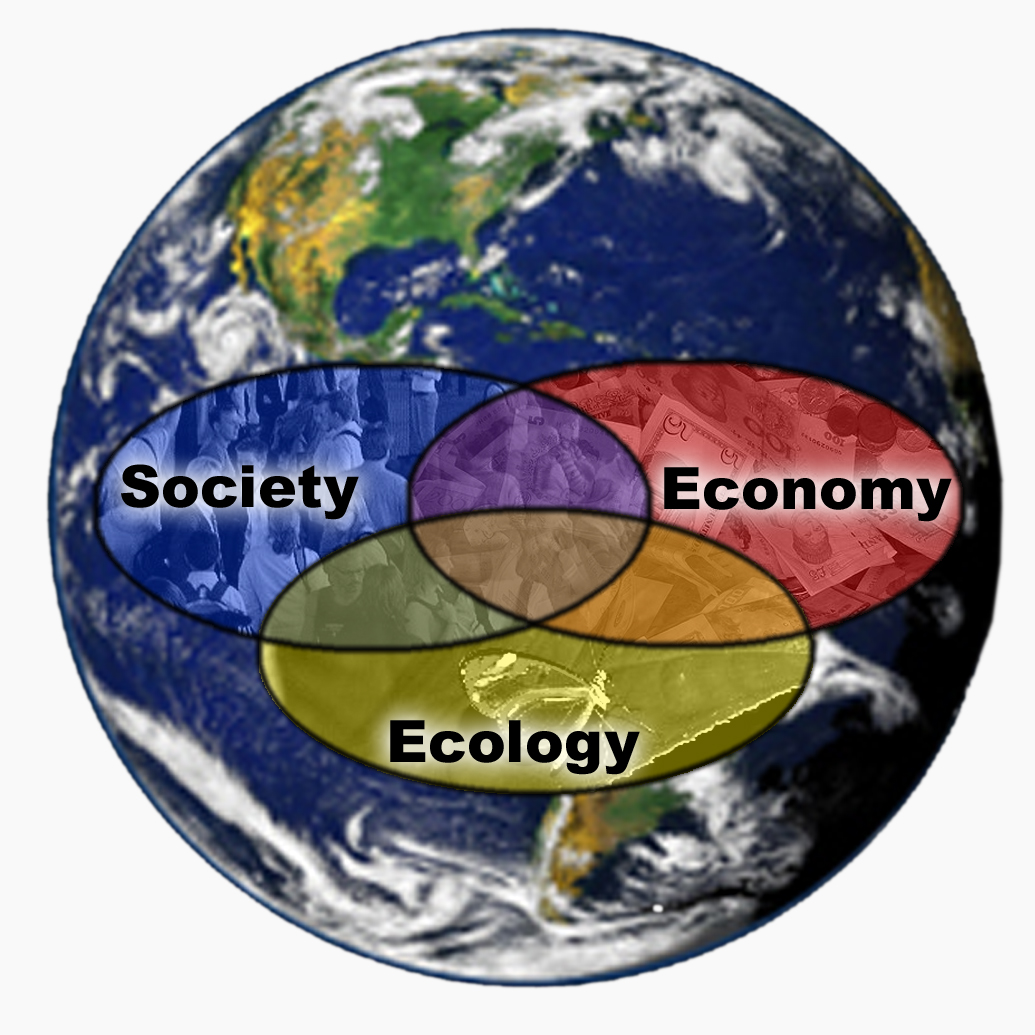
Ecología social

La ecología social es una disciplina académica que estudia las relaciones entre las personas y su entorno, a menudo la interdependencia de personas, colectivos e instituciones. Al evolucionar a partir de la ecología biológica, la ecología humana, la teoría de sistemas y la psicología ecológica, la ecología social adopta una "perspectiva amplia e interdisciplinaria que presta mayor atención a los contextos sociales, psicológicos, institucionales y culturales de las relaciones entre las personas y el medio ambiente que las versiones anteriores de humanos ecología ”. El concepto se ha empleado para estudiar una amplia gama de problemas y políticas sociales dentro de las ciencias sociales y del comportamiento.
Según lo descrito por el ecólogo académico Daniel Stokols, los principios centrales de la ecología social incluyen:
- Estructura multidimensional de los entornos humanos: características físicas y sociales, naturales y construidas; material objetivo así como simbólico percibido (o semiótico); características virtuales y basadas en el lugar
- Análisis multidisciplinarios, multinivel y contextuales de las relaciones entre las personas y el entorno que abarcan escalas proximales y distales (desde un ámbito espacial, sociocultural y temporal estrecho a amplio)
- Principios de los sistemas, especialmente los circuitos de retroalimentación, la interdependencia de los elementos del sistema, la anticipación de los efectos secundarios no deseados de las políticas públicas y las intervenciones ambientales.
- Traducción de los resultados de la teoría y la investigación en intervenciones comunitarias y políticas públicas.
- Privilegiando y combinando perspectivas académicas y no académicas, incluidos científicos y académicos, ciudadanos laicos y grupos de partes interesadas de la comunidad, líderes empresariales y otros grupos profesionales, y tomadores de decisiones gubernamentales.
- Valores y orientación transdisciplinarios, sintetizando conceptos y métodos de diferentes campos que pertenecen a temas de investigación particulares.[4]

El término ecología social también puede aludir a la socioecología, que más que estudiar la interdependencia entre individuos, grupos e instituciones, es el estudio científico de cómo la estructura y la organización social están influenciadas por el entorno de un organismo. La socioecología está relacionada principalmente con la antropología, la geografía, la sociología y la ecología. Específicamente, el término se usa en ecología humana, el estudio de la interacción entre los humanos y su entorno.

### Doble crisis: social y del planeta
La ecología social propone un enfoque humanista del medio ambiente, considerando que los problemas ecológicos están profundamente relacionados con las estructuras sociales. Murray Bookchin, primer ecólogo social y también fue el primero en definir este campo. Bookchin planteó una visión holística de los seres naturales, Incluyendo al ser humano como parte integral del ecosistema. Según esta perspectiva, el equilibrio ambiental podría alcanzarse mediante la autorregulación , evitando las intervenciones externas, que lejos de ayudar al planeta, generan problemas ambientales.
La sociedad ideal sería una ''sociedad ecológica'' que no seguiría las ideas del capitalismo, sino que se organizaría bajo el escudo de la economía ecológica, basada en la sostenibilidad en todos sus órdenes, organizada mediante la coordinación de comunidades independientemente autogobernadas. 
Según esta visión, el equilibrio ambiental se lograría mediante formas de organización social que prioricen la cooperación, la equidad y la autorregulación, reduciendo así la necesidad de intervenciones que históricamente han generado más daño que soluciones.

### Causas de la insustentabilidad ecológico-social
Autores contemporáneos complementan esta visión crítica señalando que el actual modelo de desarrollo se sustenta en paradigmas insostenibles. El paradigma vigente mantiene una visión de la Tierra como cosa (res extensa), un simple repositorio inagotable de recursos para la realización de un progreso ilimitado. Esta perspectiva se consolidó con el surgimiento del espíritu científico moderno en el siglo XVI, reforzando profundos dualismos: ser humano y naturaleza, razón y sentimiento, sujeto y objeto. Tales divisiones legitimaron la explotación sistemática de la naturaleza como algo separado del ser humano.
Este modelo condujo a una relación de uso y abuso de la Tierra, tratándola como un objeto sin espíritu ni propósito. Como resultado, se generó una lógica de explotación intensiva que llevó a la sobreexplotación de ecosistemas, la domesticación de la naturaleza y la ocupación de aproximadamente el 83% del planeta por actividades humanas.

### Crítica al antropocentrismo ilusorio
Uno de los factores que profundiza la crisis de sostenibilidad es el antropocentrismo, entendido como la colocación del ser humano en el centro de todo, otorgándole un valor superior frente a otros seres. Esta visión ha sido legitimada históricamente por interpretaciones religiosas y filosóficas que reforzaron la idea del dominio humano sobre la Tierra. No obstante, se plantea que esta postura ignora la interdependencia entre el ser humano y el resto de la biosfera, proponiendo rescatar una relación de cuidado, como sugiere la ''Carta da Terra'' que promueve una comunidad de vida. Este antropocentrismo se agrava cuando se ubica al ser humano fuera y por encima de la naturaleza, desconociendo que es solo un eslabón más en la cadena de la vida y que depende de los sistemas naturales para su supervivencia

### El mito del progreso ilimitado
Otro aspecto criticado es el proyecto de la Modernidad, que promueve el mito del progreso ilimitado. Se basa en la idea de que la Tierra puede ser explotada sin límites para sostener el crecimiento económico y el desarrollo continuo. Sin embargo, este modelo ha demostrado ser inviable, pues la Tierra es limitada y no soporta un consumo sin restricciones. Esta lógica produjo una gran acumulación de riqueza para unos pocos y una pobreza extendida para otros, sumada a una devastación ambiental global. Esta situación se agrava con la presión demográfica y la huella ecológica desigual entre regiones: cálculos indican que si toda la  población mundial viviera con la huella ecológica de un estadounidense promedio, serían necesarios cerca de 3,5 planetas Tierra para sostener ese estilo de vida.

### Visión compartimentada y mecanicista
Existen cuestionamientos sobre visión fragmentada y mecanicista de la realidad, característica de la cosmovisión moderna. Esta perspectiva separa los elementos de la naturaleza en compartimentos aislados, olvidando su carácter interrelacionado y orgánico. Al atomizar el conocimiento en especialidades, se pierde la comprensión de la totalidad, lo que limita la capacidad de abordar problemas socioecológicos de forma integral.

### Propuesta transformadora
Estos enfoques destacan la necesidad de una transformación civilizatoria que supere el paradigma actual. Se plantea construir una nueva relación con la Tierra, basada en la cooperación, el respeto y la corresponsabilidad entre todos los seres vivos, para garantizar la vitalidad de los ecosistemas y la continuidad de la especie humana.

## Programas académicos
Varios programas académicos combinan una definición amplia de "estudios ambientales" con análisis de procesos sociales, consideraciones biológicas y el entorno físico. Varios programas e institutos de investigación de ecología social dan forma a la evolución global del paradigma ecológico social.
- College of the Atlantic
- UC Irvine School of Social Ecology
- Yale School of Forestry & Environmental Studies, Universidad Yale
- Cornell University College of Human Ecology, Universidad Cornell
- Institute of Social Ecology, Universität für Bodenkultur Wien, Viena
- Stockholm Resilience Centre, Universidad de Estocolmo

Muchos programas académicos de ecología humana coinciden con contenidos de estudio de la ecología social.

## Otros usos
- Para la teoría política socialista sobre la relación entre sociedad y ecología, ver ecología social de Bookchin.